# Henry E. Barbour

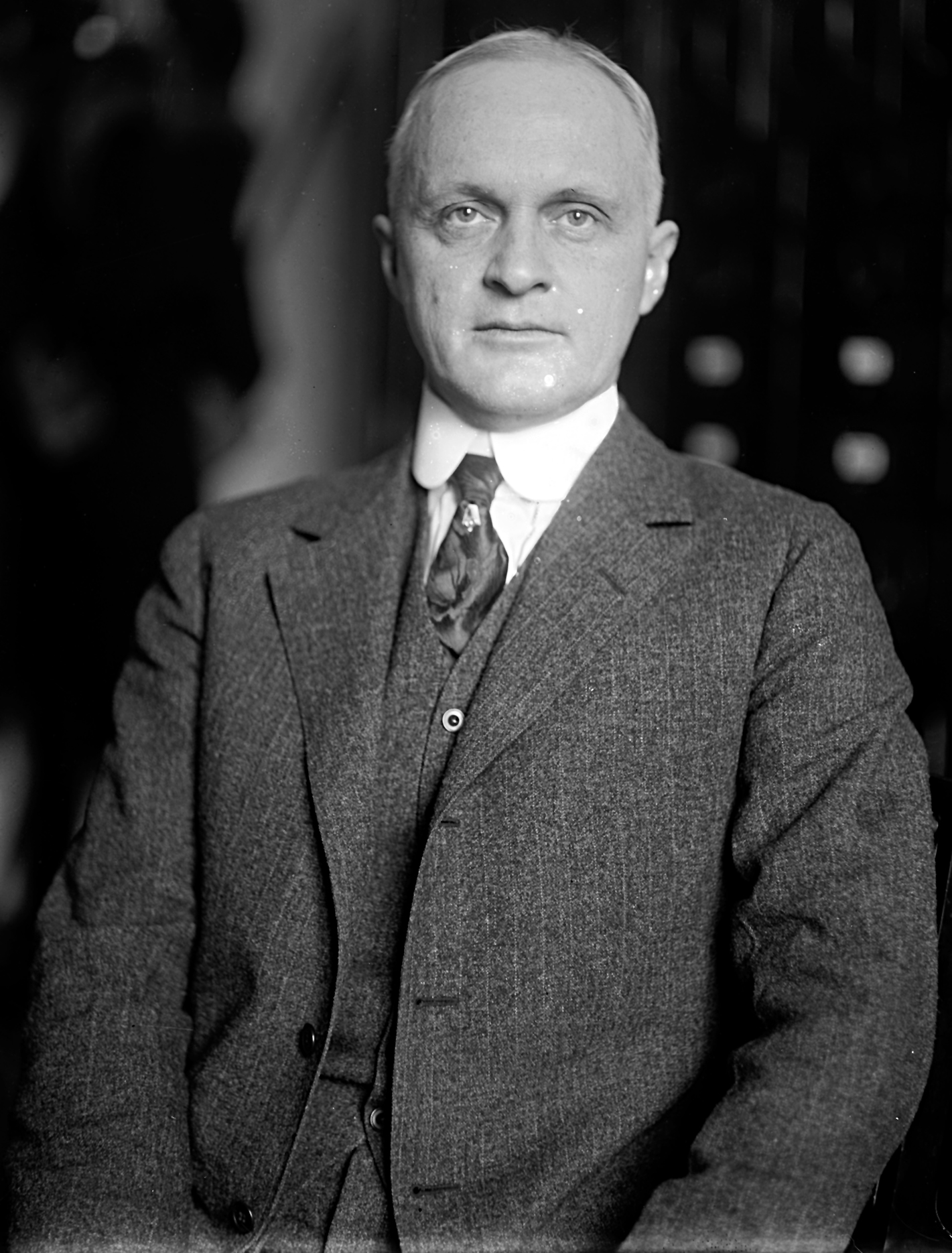
Henry E. Barbour

Henry Ellsworth Barbour (* 8. März 1877 in Ogdensburg, New York; † 21. März 1945 in Fresno, Kalifornien) war ein US-amerikanischer Politiker. Zwischen 1919 und 1933 vertrat er den Bundesstaat Kalifornien im US-Repräsentantenhaus.

## Werdegang
Henry Barbour besuchte die öffentlichen Schulen seiner Heimat und danach das Union College in Schenectady. Nach einem anschließenden Jurastudium an der George Washington University in Washington, D.C. und seiner 1901 erfolgten Zulassung als Rechtsanwalt begann er ab 1902 in Fresno in diesem Beruf zu arbeiten. Gleichzeitig schlug er als Mitglied der Republikanischen Partei eine politische Laufbahn ein.
Bei den Kongresswahlen des Jahres 1918 wurde Barbour im siebten Wahlbezirk von Kalifornien in das US-Repräsentantenhaus in Washington gewählt, wo er am 4. März 1919 die Nachfolge von Denver S. Church antrat. Nach sechs Wiederwahlen konnte er bis zum 3. März 1933 sieben Legislaturperioden im Kongress absolvieren. Im Jahr 1919 wurde mit der Ratifizierung des 19. Verfassungszusatzes das Frauenwahlrecht bundesweit eingeführt. 1932 wurde Henry Barbour nicht wiedergewählt. Nach dem Ende seiner Zeit im US-Repräsentantenhaus praktizierte er wieder als Anwalt. Er starb am 21. März 1945 in Fresno.